# Attila
Vous lisez un « article de qualité » labellisé en 2013.
Pour les articles homonymes, voir Attila (homonymie).
Attila, né peut-être vers 395-400 dans les plaines du Danube et mort en mars 453 dans la région de la Tisza dans l'Est de la Hongrie actuelle, fréquemment appelé Attila le Hun, est le souverain des Huns de 434 jusqu'à sa mort en mars 453. Il est aussi l'empereur d'un empire composé de Huns, d'Ostrogoths et d'Alains entre autres, sur le territoire de l'Europe centrale et orientale.
Pendant son règne, il est l'un des ennemis les plus redoutés des empires romains occidental et oriental. Après une tentative infructueuse pour conquérir la Perse, il se tourne vers l'Europe, traverse le Danube par deux fois, pille les Balkans, détruit la ville de Naissus (Niš) et massacre sa population en 441. Mais il ne peut prendre Constantinople, dont il obtient cependant rançon. Il tente ensuite de conquérir la Gaule romaine, franchit le Rhin en 451 et marche jusqu'à Orléans, pillant au passage Metz et Reims ainsi que la région de Verdun, avant d'être vaincu à la bataille des champs Catalauniques, près de Châlons-en-Champagne.
Il franchit ensuite les Alpes, entre en Italie, dévastant une partie de la plaine du Pô, dont la ville d'Aquilée, mais doit rebrousser chemin, certainement à la suite du déclenchement d'une épidémie qui ravage ses troupes. Il projette cependant de nouvelles campagnes contre les Romains quand il meurt en mars 453. Après sa mort, son proche conseiller Ardaric des Gépides mène une révolte germanique contre la domination des Huns, et l'Empire hunnique s'effondre rapidement.
La culture hunnique et la personnalité d'Attila ont fasciné ses contemporains. L'historiographie chrétienne a une vision négative du personnage, mais d'autres traditions, scandinaves et germaniques, l'ont érigé en figure positive. Ces mythes divergents se retrouvent dans les nombreuses représentations artistiques d'Attila, de l'Antiquité à nos jours. Les Hongrois le célèbrent comme un héros fondateur.

## Biographie

### Sources écrites et archéologie
L'historiographie d'Attila se heurte à une difficulté majeure : elle ne dispose que de sources écrites en grec et en latin par les ennemis des Huns. Ses contemporains laissent de nombreux témoignages à son sujet, mais il n'en reste que des fragments.
Priscus est un diplomate et historien de langue grecque. Plus qu'un témoin, c'est un acteur de l'époque d'Attila. Il est membre de l'ambassade de l'empereur romain Théodose II à la cour du souverain hun en 449. Il est l'auteur de huit livres d'une Histoire couvrant une période allant de 434 à 452 et dont il ne reste aujourd'hui que des fragments. En outre, Jordanès et Procope de Césarée, historiens du VIe siècle, le citent dans leurs œuvres. Bien que Priscus soit partial de par ses fonctions, son témoignage est une source primaire majeure et il est le seul à avoir donné une description physique d'Attila.
Jordanès est un historien goth ou alain de langue latine du VIe siècle. Il laisse un ouvrage, Histoire des Goths, qui constitue l'autre grande source concernant l'Empire hunnique et ses voisins. Sa vision reflète celle de son peuple et de la postérité d'Attila un siècle après sa mort. Marcellinus Comes, chancelier de Justinien à la même époque, est une source précieuse concernant les relations des Huns avec l'Empire romain d'Orient.
De nombreuses sources ecclésiastiques contiennent des informations utiles bien qu'éparses, parfois difficiles à authentifier et déformées par le temps et les moines copistes du VIe siècle au XVIIe siècle. Les chroniqueurs hongrois du XIIe siècle, considérant les Huns comme des ancêtres glorieux, reprennent des éléments historiques et les ajoutent à leurs légendes.
La littérature et la transmission du savoir des Huns étaient uniquement orales, à travers les épopées et les poèmes chantés qui se transmettaient de génération en génération. Très indirectement, cette histoire orale nous est transmise par les littératures nordiques et germaniques des peuples voisins couchées par écrit entre le IXe siècle et le XIIIe siècle. Attila est le personnage central de nombreuses épopées médiévales comme la Chanson des Nibelungen, qui est l'une des plus connues, ou encore d'Eddas et de sagas,.
L'archéologie fournit des détails sur le mode de vie, l'art et les techniques guerrières des Huns. Il reste quelques traces de batailles ou de sièges mais aujourd'hui encore la tombe d'Attila et l'emplacement de sa capitale n'ont toujours pas été localisés.

### Origines ethniques et familiales

#### Origines d'un nom
Le nom sous lequel Attila est connu aujourd'hui vient des Germains, qui l'ont transmis aux Romains qui l'ont à leur tour transcrit en grec et en latin. Dans sa propre langue, le hunnique, son nom devait être proche phonétiquement mais avoir un sens qui nous échappe. Attila est un diminutif du gotique 𐌰𐍄𐍄𐌰 / atta signifiant « père ». Pour les Goths, voisins, vassaux ou esclaves des Huns, Attila est donc le « Petit père ». Ils reproduisent ainsi dans leur propre langue un son qui a une autre signification en hunnique. Celle-ci ne peut faire l'objet que d'hypothèses à partir de racines turques, comme at, « cheval », et son dérivé atliğ, « cavalier », ou at-, « flèche », qui donne le dérivé atliğ, « illustre ».

#### Enfance mal connue dans un empire jeune

Le monde méditerranéen en 450.

La date de naissance d'Attila n'est pas connue. Le journaliste et romancier Éric Deschodt et l'écrivain Hermann Schreiber avancent la date de 395,, mais l'historien Iaroslav Lebedynsky et l'archéologue Katalin Escher s'accordent pour qualifier cette hypothèse « de pure fantaisie » et préfèrent situer la naissance d'Attila entre la dernière décennie du IVe siècle et la première du Ve siècle.
Il est le fils de Moundzouk. Ce dernier est le frère des rois Octar et Ruga, qui ont régné conjointement sur les Huns. La diarchie est récurrente chez ce peuple sans que les historiens sachent si c'était coutumier, institutionnel ou occasionnel. Sa famille est donc de lignage noble mais les historiens ne savent pas si elle constitue une dynastie royale. Même s'ils sont en voie de sédentarisation depuis leur arrivée en Europe, les Huns forment une société de « pasteurs guerriers » se nourrissant essentiellement de viande et de lait, produits de leurs élevages de bétail et de chevaux. Attila reçoit donc une éducation de cavalier et d'archer. Comme d'autres enfants de son peuple, sa tête est très tôt enserrée par des bandages de façon à obtenir une déformation volontaire du crâne, pratique esthétique ou spirituelle,. Il parle sa langue maternelle, le hunnique, apparenté à une langue turque, mais comme il fait partie de la classe dirigeante, il apprend aussi le langage des Goths.
Il grandit dans un monde en mutation dans lequel les Huns, son peuple, sont des nomades installés depuis peu en Europe. Après avoir traversé la Volga dans les années 370 et annexé le territoire des Alains, ils s'attaquent aux royaumes goths jusqu'aux Carpates et aux rives du Danube. Ils sont très mobiles, leurs archers à cheval ont acquis une réputation d'invincibilité et les peuples germaniques semblent impuissants face à ces nouvelles tactiques. De vastes mouvements de population perturbent le monde romain installé à l'ouest et au sud et dont les frontières sont délimitées par le Rhin et le Danube. En 376, les Goths passent le Danube, se soumettent aux taxes romaines dans un premier temps, puis se rebellent contre l'empereur Valens, qu'ils tuent lors de la bataille d'Andrinople en 378. Le 31 décembre 406, pour fuir les Huns, les Vandales, des Alains, des Suèves et des Burgondes franchissent le Rhin gelé et pénètrent en Gaule romaine. En 418, les Wisigoths obtiennent un territoire en Aquitaine seconde avec un statut théorique de « fédérés » romains mais restent, dans les faits, insoumis voire hostiles. En 429, les Vandales fondent un royaume indépendant en Afrique du Nord. Pour mieux faire face à ces invasions, l'Empire romain est géré depuis 395 par deux gouvernements administratifs et militaires distincts : l'un à Ravenne dirige l'Ouest, l'autre à Constantinople s'occupe de l'Est. Du vivant d'Attila, malgré quelques querelles de pouvoir, l'Empire romain reste uni et dirigé par la même famille, les Théodosiens.
Les Huns dominent un vaste territoire aux frontières floues déterminées par l'assujettissement d'une constellation de peuples plus ou moins autonomes. Certains sont assimilés, beaucoup conservent leurs rois, d'autres sont tributaires ou reconnaissent la suzeraineté théorique du roi des Huns mais restent indépendants. Bien que les Huns soient indirectement la source des problèmes des Romains, les rapports entre les deux empires sont cordiaux : les seconds utilisent les premiers comme mercenaires contre les Germains et même dans leurs guerres civiles. Ainsi, l'usurpateur romain Jean en recrute des milliers en 425. Ils échangent des ambassades et des otages (comme Ætius qui devient ami du jeune Attila aux alentours de 411-414). Cette alliance dure de 401 à 450 et permet aux Romains de remporter de nombreux succès militaires. Les Huns considèrent que les Romains leur versent des tributs tandis que ceux-ci préfèrent considérer qu'ils leur octroient des subsides contre des services rendus. Lorsque Attila devient adulte sous le règne de son oncle Ruga, les Huns sont devenus une grande puissance au point que l'ancien patriarche de Constantinople Nestorius en vient à déplorer la situation en ces termes : « Ils sont devenus les maîtres et les Romains les esclaves ».

#### Succession trouble
En 434, Ruga meurt et ses neveux Bleda et Attila deviennent rois. La succession n'est peut-être pas évidente car des Huns s'enfuient à Constantinople, dont deux membres de la famille royale (Mamas et Atakam), peut-être d'autres neveux ou même les fils de Ruga. L'historien hongrois contemporain István Bóna estime probable que le père de Bleda et d'Attila, Moundzouk, a régné avant Ruga mais aucune source ne l'atteste.
De 435 à 440, le règne de Bleda est marqué par le triomphe des Huns face à l'Empire romain d'Orient. Ce triomphe est avant tout diplomatique. Le traité de Margus, ville située non loin du limes, prévoit un doublement du tribut annuel versé par Constantinople, soit 700 livres d'or, la promesse de ne plus accueillir d'opposants en exil, de ne pas chercher à retourner les alliés des Huns contre eux et l'ouverture d'un marché frontalier. Durant cette période, les Huns étendent leur empire jusqu'aux Alpes, au Rhin et à la Vistule.
Pourtant, dès 440, lors de l'invasion de l'Arménie romaine par les Perses sassanides, qui détourne momentanément des Huns l'attention de Constantinople, Bleda attaque l'Empire romain d'Orient. À ce moment, Attila, ayant entamé de son côté des pourparlers avec un représentant de Constantinople, n'aide son frère qu'en dernier recours au moment du siège de Sirmium, en 441. Il ne le fait sans doute que pour éviter d'être lésé dans le partage du butin. La politique séparée d'Attila, lors de la guerre de 441-442, s'explique peut-être aussi par sa volonté de négocier avec les Romains la remise des princes héritiers hunniques réfugiés dans l'Empire à la mort de Ruga et qui auraient pu prétendre à la succession en cas de décès de son frère.

#### Attila, seul roi des Huns

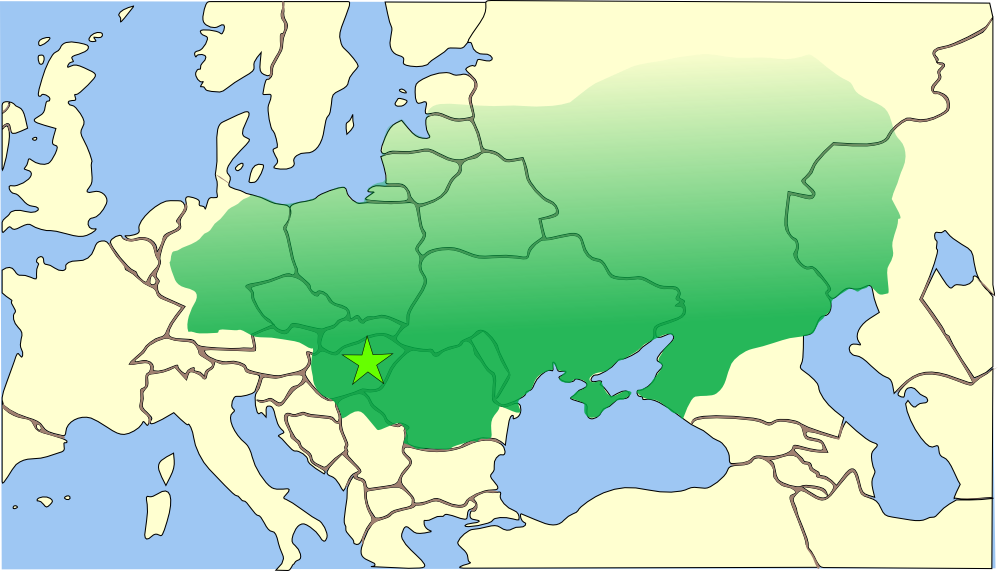
Aire dominée par les Huns vers 450.

Entre la fin 444 et le début 445, Attila attire Bleda dans un piège et l'assassine, sans que l'on sache de quelle façon, l'événement étant signalé par ses contemporains, mais non commenté. Le roi des Skires, Edecon, et le roi des Gépides, Ardaric, participent avec leurs forces auxiliaires à la prise de pouvoir. Attila a aussi à la cour le soutien des partisans de la guerre comme les deux frères Onégèse et Scottas, des barbares hellénisés de la région du Pont ou encore Elsa, le lieutenant de Ruga, et Eskam, grand propriétaire dans les plaines méridionales. Parmi les ralliés, il y a aussi des Romains, comme le Pannonien Constantiolus et l'affranchi de Mésie Primus Rusticus, qui se partagent le secrétariat d'Attila. Un certain Berichus, d'origine inconnue, Aïbars, l'oncle d'Attila, et Laudarik, certainement roi d'un peuple germanique allié, sont placés aux plus hauts rangs. Le reste des fidèles de Bleda périt en fuyant, comme un dignitaire qui enterre à Szikánes un trésor de 1 440 pièces d’or provenant sans doute du traité de 443.
Attila devient donc le seul roi des Huns.

### Portrait d'un souverain
Les sources anciennes ne parlent d'Attila que lorsqu'il devient roi : c'est donc seulement à partir de ce moment que l'on peut brosser son portrait.

#### Apparence physique
« Sa taille était courte, sa poitrine large, sa tête trop grosse. De petits yeux, la barbe clairsemée, les cheveux blancs par endroits, le nez aplati, le teint brunâtre (canis aspersus, simo naso, teter colore), il reproduisait ainsi les caractéristiques de ses origines. »

— Jordanès, Histoire des Goths, XXXV.
Cette description, très probablement inspirée de Priscus (lequel est nommé comme sa source immédiatement après le passage cité), permet de se faire une idée assez précise d'Attila ; elle est d'autant plus précieuse que l'Antiquité tardive ne nous a légué aucun portrait figuré du personnage. Les représentations d'Attila dans les peintures, gravures ou monnaies datent du Moyen Âge ou de la Renaissance et sont fantaisistes.
Certains chercheurs ont jugé typiquement est-asiatique le physique décrit ; ils y reconnaissent, combinées, toutes les caractéristiques qui correspondent à la morphologie des hommes de l'Asie de l'Est, d'où les ancêtres d'Attila pourraient provenir,. D'autres historiens croyaient aussi que les mêmes traits étaient également attestés chez certains Scythes,.
L'ambassadeur romain Priscus, dont Jordanès cite le rapport, fut surpris de l'apparence simple d'Attila, qui ne portait ni bijoux ni vêtements de luxe. Le roi hun mange dans de la vaisselle de bois alors que ses invités sont servis dans de la vaisselle d'or. Cette simplicité est aux antipodes du cérémonial à la cour de Rome ou de Constantinople où l'empereur vit dans un luxe ostentatoire et fait l'objet d'une vénération. Cette austérité dans l'apparence est probablement calculée de façon à impressionner ses visiteurs par un effet de contraste.

#### Épouses et enfants
Attila possède de nombreuses épouses et utilise le mariage pour nouer des alliances dynastiques et diplomatiques. La plus importante est Êrekan, que Jordanès nomme Kreka, mère d'Ellac, son fils aîné et successeur désigné, et de deux autres fils. Elle dispose d'une suite nombreuse, son statut particulier lui confère un rôle protocolaire et elle reçoit les ambassadeurs byzantins. La plus connue est Ildico, la femme auprès de qui Attila meurt lors de sa nuit de noces. La transcription de ces deux noms étant incertaine, les historiens ne savent pas s'il s'agissait de femmes hunniques ou germaines. Les épouses sont relativement libres, ont une indépendance matérielle et possèdent leurs propres résidences. Honoria, sœur de l'empereur Valentinien III, lui aurait proposé de l'épouser, mais, lorsqu'Attila fait valoir cette proposition, il est poliment éconduit. Attila aurait eu de nombreux autres fils mais seuls trois d'entre eux sont connus avec certitude : Ellac, Dengitzic et Ernakh, son préféré d'après Priscus. Hormidac, un chef hun qui attaqua l'Empire romain en 466/467, n'est connu que par Sidoine Apollinaire qui le présente comme un fils d'Attila,. Il est peut-être le beau-père de son allié Ardaric, roi des Gépides.
Une fois adulte, le fils aîné Ellac participe à la gestion de l'Empire aux côtés de son père, qui lui confie la charge de la partie orientale. Lorsque des banquets officiels sont organisés, ses fils y participent, Ellac devant « fixer ses yeux sur le sol par respect pour son père ».

#### Organisation du pouvoir
Sous le règne d'Attila, l'Empire hunnique ne connaît pas d'expansion territoriale importante et durable ; la nouveauté réside surtout dans la concentration des pouvoirs dans les mains d'un seul homme du fait du meurtre de Bleda et de la disparition de la diarchie. Les historiens ignorent le titre et la fonction exacte qu'il occupe au sein de son peuple ; les Romains le désignent simplement comme « le roi ».
À l'inverse des empereurs romains, ce qui surprend leurs ambassadeurs, Attila vit au milieu de son peuple et en partage les mœurs. Les Huns sont des éleveurs nomades, mais il semble que sous le règne d'Attila commence une certaine sédentarisation, en particulier avec la construction d'une capitale dont l'emplacement exact est inconnu, mais qui est située entre les rivières Tisza et Timiș. Elle est constituée de nombreuses maisons de bois dont certaines sont pourvues de thermes à la romaine. Également en bois, le vaste palais royal orné de portiques fastueux fait impression sur les ambassadeurs romains en 449. Attila possède plusieurs autres résidences de taille plus modeste, relais de son pouvoir à travers son vaste territoire.
Pour régner sur une confédération de peuples nomades et sédentaires très différents, il ne dispose pas d'une administration organisée. Sa puissance repose sur des élites dominant une structure souple de fidélités variées. Le premier cercle dirigeant appartient à une souche princière hunnique mais nombre de personnages importants sont d'une ethnie différente. Son bras droit Onégèse est un Hun, son secrétaire Oreste est un Romain de Pannonie, les peuples soumis ou alliés aux Huns conservent souvent leurs propres rois comme Edecon, roi des Skires, Ardaric, roi des Gépides, Candac, roi des Alains, et Valamir, roi des Ostrogoths. Ces derniers sont engagés dans un rapport de pouvoir personnel avec Attila, ils lui doivent leurs places et l'ont soutenu lors de son putsch contre Bleda. Ils lui sont donc fidèles, mais cette qualité ne persiste pas nécessairement après la disparition du souverain.
Une des priorités d'Attila est d'empêcher que certains Huns soient tentés de passer du côté romain pour servir comme mercenaires. Lorsqu'il contraint Rome ou Constantinople au tribut ou lors des négociations de paix, il exige toujours que lui soient remis ceux qu'il considère comme des traîtres et des déserteurs. Cette politique porte ses fruits et le phénomène des transfuges reste anecdotique.

#### Religion
Les croyances ont une place importante dans le monde des Huns mais la religion d'Attila est mal connue. Beaucoup de ses sujets germains sont des chrétiens ariens mais il semble que les Huns et Attila pratiquent une religion traditionnelle polythéiste et animiste avec des chamans d'une grande importance sociale. Ces chamans pratiquent la divination par scapulomancie, pratique typique des éleveurs nomades turco-mongols. Les devins ont joué un grand rôle dans la vie d'Attila, dans sa vie de famille en lui prédisant sur lequel de ses fils il pouvait compter, et aussi au moment des batailles en influant sur ses décisions.

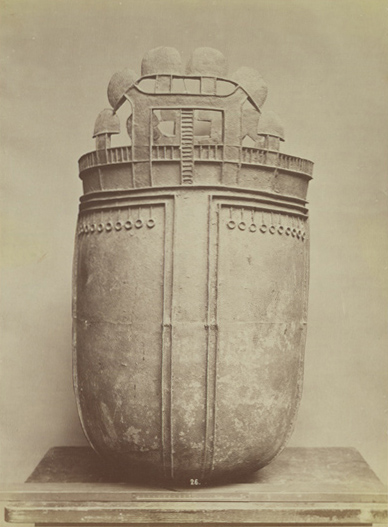
Chaudron hunnique

Concernant ses convictions et les rites qu'il pratiquait, les historiens actuels divergent sur plusieurs points importants : Michel Rouche pense qu'Attila se voyait comme un dieu lui-même. Rouche déduit des grands chaudrons hunniques de bronze retrouvés par les archéologues qu'Attila pratiquait un « cannibalisme sacré » en faisant des sacrifices humains et en buvant du sang humain. Bozoky rejette totalement les affirmations de Rouche sur des pratiques pour lesquelles, selon elle, il n'existe aucun témoignage ni aucune trace matérielle et qui, à ses yeux, reposent sur des comparaisons anachroniques avec d'autres peuples. Quant à l'idée que le roi des Huns ait pu prétendre être un dieu, Katalin Escher et Iaroslav Lebedynsky pensent plutôt qu'il croyait à son destin providentiel d'Élu divin et à son charisme surnaturel comme « tant d'autres chefs militaires ».
Il est en revanche certain qu'il utilise aussi cette religion à des fins de politique intérieure. Ainsi au cours de son règne, Attila affirme avoir reçu une épée sacrée du dieu de la guerre, légitimation suprême et présage fédérateur précieux pour un règne qui met son peuple en état de guerre permanent,.

### Guerre et diplomatie
L'action d'Attila est essentiellement connue par ses relations avec les autres peuples et avec l'Empire romain en particulier.

#### Stratégie du tribut
Selon l'historien Otto John Maenchen-Helfen, les Huns vivent en pasteurs guerriers de l'élevage de chevaux et de moutons puis quand ils deviennent « les maîtres de populations paysannes, comme les Germains et les Sarmates, ils trouvent plus simple et agréable de les rançonner que de travailler eux-mêmes ». Ainsi, l'historien Michel Rouche les qualifie de « société de prédateurs ». Pour maintenir leur niveau de vie mais aussi la fidélité de leurs alliés, les Huns, de plus en plus puissants, commencent à exiger des tributs de leurs riches voisins romains et perses. Si ces derniers ne paient pas, ils lancent des razzias qui rapportent autant de butin, si ce n'est plus. Galvanisés par leurs succès, les aristocrates huns deviennent de plus en plus avides. Pour légitimer son pouvoir et accroître sa richesse, Attila doit donc impérativement maintenir les États voisins sous pression. Il saisit ainsi tous les prétextes pour accroître ses intimidations, sommations et revendications.

#### Offensive contre Constantinople
Le 27 janvier 447, un tremblement de terre détruit une grande partie de la muraille théodosienne de Constantinople dont cinquante-sept tours s'effondrent, et dévaste de nombreuses villes et villages de la province de Thrace. La destruction des silos entraîne une famine importante. Attila profite de l'occasion pour mobiliser toutes ses troupes : il franchit le limes et pénètre en Dacie aurélienne. Les troupes romaines stationnées à Marcianopolis tentent de lui couper la route mais sont écrasées à la bataille de l'Utus, leur général Arnegiscle est tué.
Les Huns pillent ensuite les provinces de Mésie, de Macédoine et de Thrace. L'empereur d'Orient, Théodose II, se concentre sur la défense de sa capitale mais Attila n'attaque pas Constantinople et se retire avec un immense butin.
D'âpres négociations de paix commencent, Attila est en position de force et place haut ses exigences : en plus d'une augmentation du tribut, il réclame la cession d'une zone de cinq jours de marche située au sud du Danube. Déplacer ainsi la frontière, en plus de la valeur symbolique, donnerait un avantage tactique aux Huns. Et dans des circonstances mal connues, Aetius, probablement sous la contrainte, lui accorde la Pannonie Savia tandis que le souverain Hun se voit même conférer le titre et le salaire de magister militum de l'empire d'Occident.
En 449, Théodose met au point un plan : il envoie une ambassade officiellement pour finaliser le traité de paix mais avec l'objectif secret d'organiser l'assassinat d'Attila. Cinquante livres d'or sont versées à Edecon, mais celui-ci dévoile le plan au roi, qui met fin au complot pour la plus grande humiliation des Romains.
Malgré cet échec, Théodose a l'habileté de faire traîner les négociations tout en renforçant ses troupes pour rééquilibrer le rapport de force. En 450, le traité de paix prévoit un retour à la situation territoriale d'avant 447 et la restitution des prisonniers romains en échange du paiement d'un tribut dont le montant n'est pas connu. C'est un succès diplomatique relatif pour Théodose mais il irrite les militaires romains exaspérés par l'arrogance d'Attila dont les ambassadeurs leur parlent désormais comme à des sujets.
Mais le 28 juillet 450, l'empereur Théodose II meurt dans un accident de cheval et le « parti des bleus » (parti des sénateurs et des aristocrates), triomphe avec l'avènement de Marcien. Le nouvel empereur a un tempérament belliqueux et rejette vigoureusement l'idée d'acheter la paix avec les Barbares. Le ministre de Théodose, Chrysaphios, est exécuté ; comme celui-ci avait été avait tenté de faire assassiner Attila, l'événement dut réjouir ce dernier. Malgré sa victoire initiale, Attila laisse Constantinople se relever : il vise à présent l'empire d'Occident.

#### Casus bellien Occident

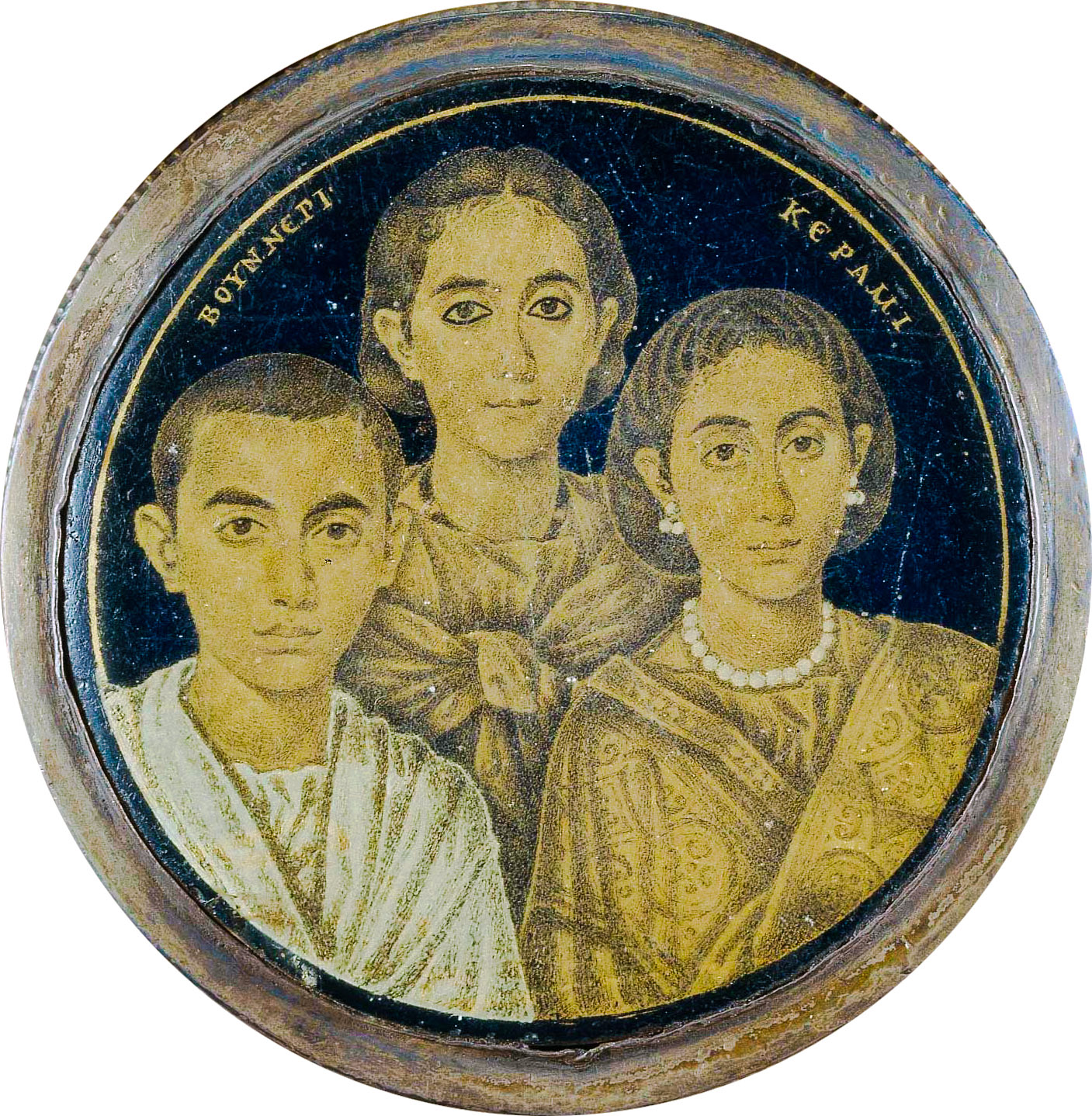
Selon des auteurs du XVIIIe siècle, ce verre doré représente le futur empereur romain Valentinien III et sa sœur Honoria, avec leur mère en arrière. Des études plus récentes, au XXe siècle, rejettent cette affirmation.

Le roi des Huns s'oppose de plus en plus à l'Empire romain d'Occident. En 448, Attila accepte de recevoir à sa cour le chef d'une bagaude en fuite qui veut le pousser à la guerre en Gaule. En 449, il s'oppose à Rome dans une querelle de succession chez les Francs. Enfin en 450, Honoria fait directement appel à lui. Honoria, sœur de l'empereur Valentinien III, est « Augusta » et donc officiellement porteuse d'une partie du pouvoir impérial. Son frère cadet Valentinien III décide de l'en écarter et de la marier contre sa volonté à un vieux sénateur. Pour se venger, Honoria envoie son anneau sigillaire à Attila en lui demandant son aide et en lui promettant le mariage. Le roi hun trouve là le prétexte à une intervention « légitime » en Occident lui permettant d'assouvir ses grandes ambitions. Les historiens ne savent pas si c'est un coup de bluff ou une visée réelle mais il réclame, en plus de la main d'Honoria, que la Gaule lui soit remise en dot,. Valentinien refuse toute négociation, Marcien l'encourage à rester ferme et lui promet son aide. Attila lance alors des préparatifs militaires et cherche à s'allier aux Vandales et aux Wisigoths. Ces derniers refusent car ils craignent trop sa politique expansionniste.

#### Échec de l'invasion de la Gaule

Itinéraires et pillages supposés des Huns en Gaule.

Attila se lance au printemps 451 dans une campagne contre la Gaule à la tête d'une armée réunissant les Huns et leurs vassaux germaniques, Gépides, Ostrogoths, Skires, Suèves, Alamans, Hérules, Thuringiens, Francs ripuaires (les Francs saliens étant alliés aux Romains), Alains et Sarmates. Les effectifs sont impossibles à évaluer, mais il est certain qu'ils sont très nombreux au regard des critères de l'époque et que l'armée se déplace lentement. La Gaule est alors secouée par des révoltes. Attila espère également que le fœdus unissant les Romains et les Wisigoths ne sera pas respecté et qu'il pourra affronter ses ennemis séparément ou convaincre l'un des deux de se rallier à lui. Attila se montre devant Divodurum Mediomatricorum, l'actuelle Metz, qui refuse de se rendre. Le 7 avril 451, alors qu'il désespère de s'en emparer, la muraille sud de la ville s'effondre. Les Huns s'élancent par la brèche, massacrent la population, pillent la ville et l'incendient.
Une anecdote hagiographique restée dans les mémoires chrétiennes concerne sainte Geneviève qui par ses prières aurait obtenu qu'Attila épargne Paris. Le roi des Huns marche directement sur Orléans, mais la ville résiste et l'assaillant doit faire un siège de plusieurs semaines. Ce délai permet aux Romains, commandés par le patrice Ætius, et aux Wisigoths du roi Théodoric de rassembler les forces nécessaires à un affrontement. Attila lève le siège et affronte Ætius à la bataille des champs Catalauniques, aux environs de Troyes. L'affrontement fait de nombreux morts, dont Théodoric ; Attila échappe de peu à ses ennemis. La victoire est du côté des Romains, mais, comme les Wisigoths se replient sur Toulouse pour régler la succession de Théodoric entre ses fils, Attila peut retirer ses troupes sans être poursuivi. Il passe alors par Troyes où, à la manière de sainte Geneviève à Paris, l'intercession de saint Loup de Troyes (évêque de la cité) lui fait épargner la ville. Malgré quelques succès mineurs, cette campagne est un échec : Attila n'a pu trouver aucun allié sur place et, une fois unis, ses adversaires sont les plus forts. Ses pertes sont élevées et, dans sa retraite, il abandonne une partie du butin qu'il a amassé. Pour maintenir son autorité à l'intérieur et son prestige à l'extérieur, Attila doit agir, c'est pourquoi il organise une autre campagne dès l'année suivante.

#### Invasion de l'Italie

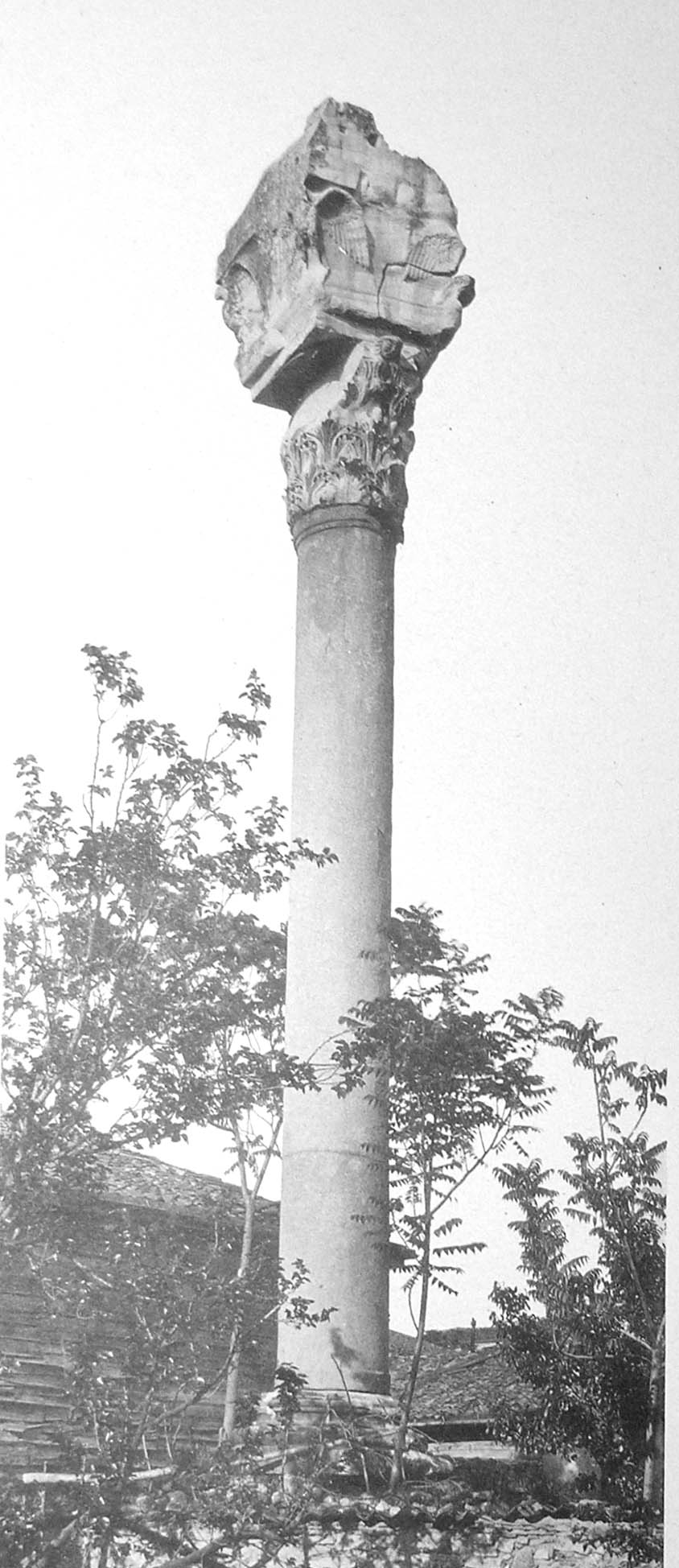
La colonne de Marcien érigée en 452 pour célébrer sa victoire sur les Huns.

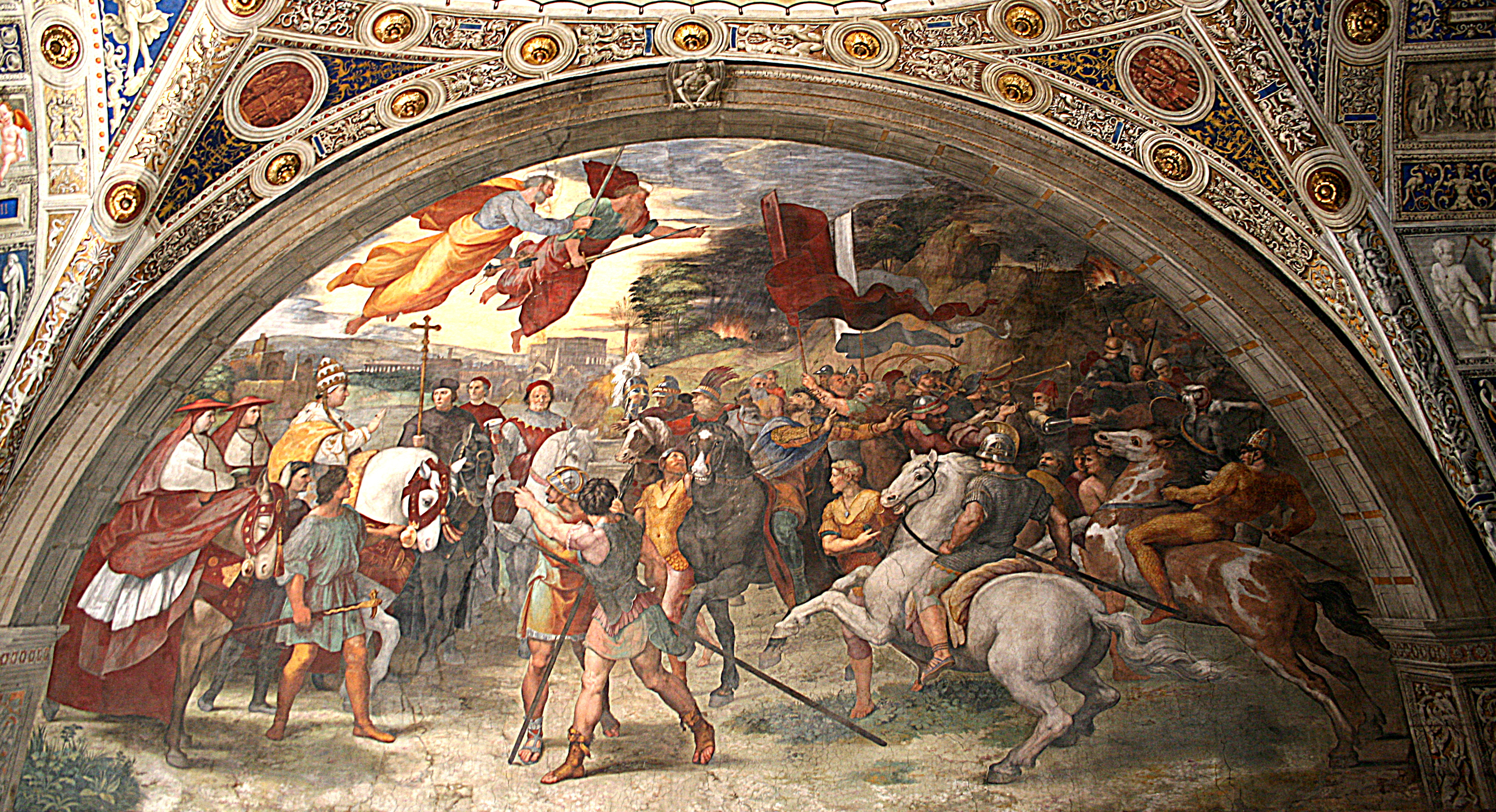
Rencontre d'Attila avec le pape Léon le Grand par Raphaël - Palais du Vatican

Au printemps 452, Attila passe les Alpes et prend Aquilée après un long siège puis avec moins de difficulté s'empare de Padoue, Vérone, Milan et Pavie. La situation semble désespérée pour Rome et Valentinien III décide de négocier. Le 11 juin 452 il envoie une délégation composée du pape Léon Ier, d'un ancien consul et d'un ancien préfet du prétoire. Attila accepte un traité car son armée est victime d'une épidémie et surtout son empire est attaqué à l'est par les troupes de Marcien décidé à porter secours à Rome. Attila se retire victorieux avec un butin immense. Bien que son armée soit un peu affaiblie, il menace les ambassadeurs de revenir l'année suivante si Honoria et sa dot ne lui sont pas remises. Cependant, comme en 451, Attila doit céder devant ses adversaires unis et les deux gouvernements romains solidaires.

### Mort et succession

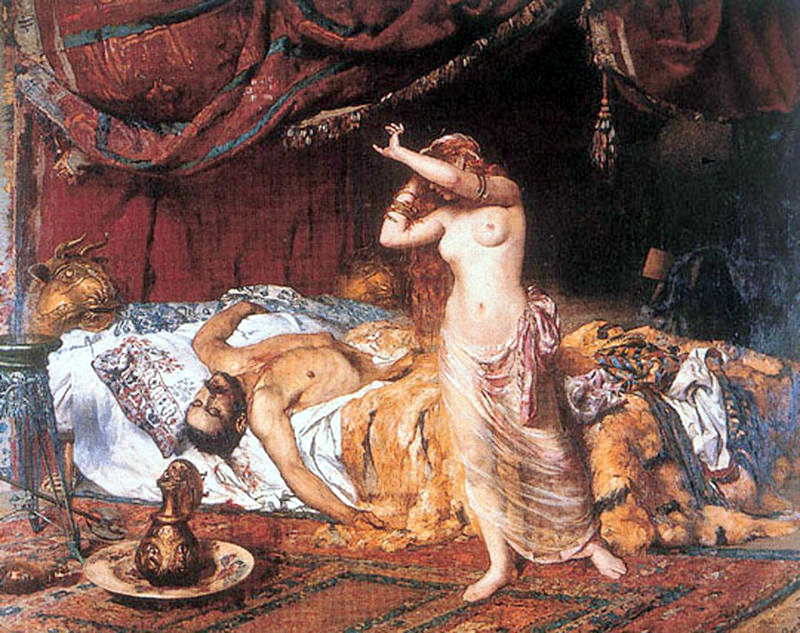
Mort d'Attila par Ferenc Paczka.

Au début de l'an 453, Attila meurt d'une manière soudaine et inattendue, dans son sommeil, étouffé par un saignement de nez durant la nuit de noces avec la Germaine Ildico, qui est retrouvée au matin, prostrée près du cadavre. Dans sa Chronique, le Comte Marcellin ne mentionne l'hémorragie qu'en second lieu, comme  la version « de certains » (quidam) ; sa première explication est l'assassinat nocturne d'Attila par son épouse. Le chroniqueur byzantin Malalas, de son côté, parle d'un assassinat commandé par Aetius. L'historien Michael Babcock trouve vraisemblable l'hypothèse d'un assassinat et avance que Marcien aurait pu organiser une machination, comme Théodose II avant lui l'avait essayé ; cependant les historiens Michel Rouche, Edina Bozoky, Katalin Escher et Iaroslav Lebedynsky n'y croient guère et, pour ces derniers, « on ne peut ni balayer cette idée d'assassinat, compte tenu de l'ancienneté des soupçons, ni prouver quoi que ce soit ».
Attila est enterré secrètement dans un triple cercueil d'or, d'argent et de fer, et les esclaves qui creusent sa tombe sont égorgés afin qu'elle ne soit jamais découverte et profanée. Son emplacement est encore inconnu au XXIe siècle.
Sa succession dégénère en conflit entre ses fils, dont les principaux sont Ellac, Dengitzic et Ernakh. Ancien allié d'Attila, le roi Ardaric et ses Gépides soulèvent les peuples fédérés et vainquent les Huns à la bataille de la Nedao, au cours de laquelle Ellac trouve la mort, entraînant la dislocation de l'Empire hunnique. Les tribus hunniques se désunissent et reprennent pour chefs des membres de leurs aristocraties, tandis que les différents peuples fédérés par Attila se dispersent. Dengitzic tente une dernière incursion au sud du Danube en 469 et une chronique byzantine, le Chronicon Paschale, nous rapporte sa fin : « Dengitzic, fils d'Attila, fut tué par Anagastes, magister militum de Thrace. Sa tête fut apportée à Constantinople tandis que des courses de chars avaient lieu ; elle fut promenée en procession le long de la Mésè, transportée au Cirque de Bois (Ξυλόκερκον) et plantée sur un pieu. Toute la ville vint la voir pendant bon nombre de jours ». Avec sa mort disparaît toute possibilité de restaurer l'Empire hunnique.
Si son empire ne lui a pas survécu plus de deux années, les proches d'Attila qui ne sont pas des Huns continuent à jouer un grand rôle dans la géopolitique du Ve siècle et dans les événements qui accompagnent la désagrégation de l'Empire romain d'Occident : Oreste place sur le trône le dernier empereur romain Romulus Augustule et Edecon est le père d'Odoacre, qui le dépose en 476, mettant ainsi fin à l'empire d'Occident.

## Image d'Attila duVesièclejusqu'à aujourd'hui

### Traditions divergentes

#### Vision occidentale: «fléau de Dieu»

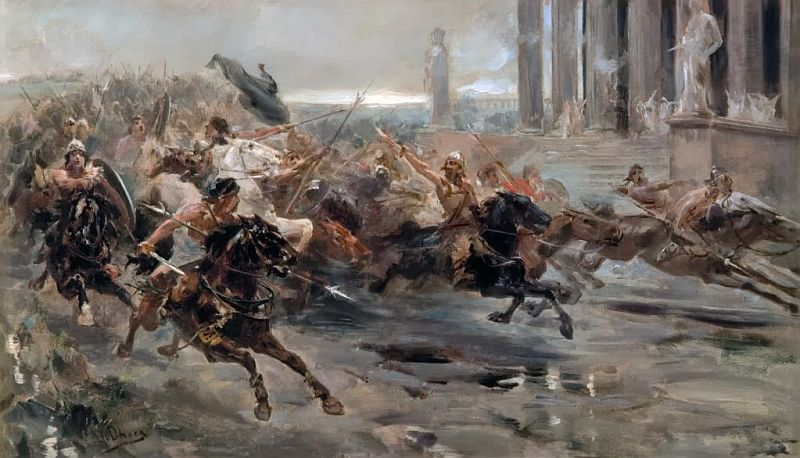
Les Huns menés par Attila, déferlant sur l'Italie, vus par Ulpiano Checa y Sanz (1887).

Dans la langue française, une longue tradition désigne Attila par l'expression « le fléau de Dieu ». Cette expression est la traduction, devenue trompeuse avec l'évolution sémantique du terme « fléau », des mots latins flagellum Dei, qui signifient exactement « fouet de Dieu ». L'image du fouet que Dieu utilise pour punir les méchants ou son propre peuple quand il dévie, est d'origine biblique : elle se trouve principalement dans un passage d'Isaïe (10, 26) :   « Et sur <Assour>, le Seigneur Dieu des armées lèvera son fouet... ». On lit parfois que saint Augustin appliqua cette expression à Alaric en 410 : or, si la locution flagellum Dei figure bien dans la Cité de Dieu, elle ne s'y rapporte pas précisément au roi des Goths, mais d'une manière générale aux malheurs qui frappent alors Rome. À la fin du VIe siècle, Grégoire de Tours considère que l'arrivée des Huns a été voulue par Dieu, mais il n'emploie à ce sujet aucune métaphore. Au siècle suivant, Isidore de Séville se rapproche de l'image du fouet en citant implicitement Isaïe, 10, 5 : « Les Huns sont le bâton de la fureur de Dieu (uirga enim furoris Dei sunt). Chaque fois que la colère de Dieu s'abat sur les fidèles, c'est par eux qu'ils sont frappés ». L'expression flagellum Dei (« fouet de Dieu ») n'apparaît à propos d'Attila que dans l'hagiographie du Moyen Âge central, peut-être d'abord dans la seconde Vie de saint Géminien de Modène, de date discutée (Xe siècle ou XIe siècle ?), et plus tard dans la seconde Vie de saint Loup de Troyes (à présent datée, non plus du Xe siècle, mais de la fin du XIe siècle au plus tôt), deux épisodes quasi identiques où le chef hun, à qui le saint évêque vient de se présenter comme le "serviteur de Dieu", répond du tac au tac : « Et moi je suis le fouet de Dieu ! ». Les chroniqueurs et les hagiographes  poursuivent cette tradition et font d'Attila un véritable « antihéros ». Les Vies de saints médiévales lui prêtent maints crimes et lui imputent la mort de nombreux saints, parmi lesquels l'évêque de Reims Nicaise et le diacre Memorius à Saint-Mesmin. Une série de légendes hagiographiques met en scène des évêques protégeant leur cité contre Attila : Jean à Ravenne, Géminien à Modène, Alpin à Châlons, Auctor à Metz, etc.. La légende de sainte Ursule et des onze mille vierges martyrisées à Cologne constitue à cet égard la fiction la plus impressionnante : couchée par écrit au Xe siècle, elle reste populaire durant tout le Moyen Âge. Certains récits vont même identifier les Juifs aux Huns.

#### Personnage romanesque en Italie
En Italie, à partir du XIVe siècle, Attila devient un héros littéraire. Des épopées en vers ou en prose narrent ses aventures chevaleresques et lui prêtent une naissance extraordinaire : il serait le fils d'une princesse et d'un lévrier. Dans ces récits, par sa nature semi-bestiale et ses mauvaises actions, il est encore représenté comme l'ennemi du christianisme. L'un des plus populaires, l'Estoire d'Atile, est copié puis imprimé à Venise à travers les siècles ; la dernière édition daterait de 1862.

#### Héros germanique et scandinave

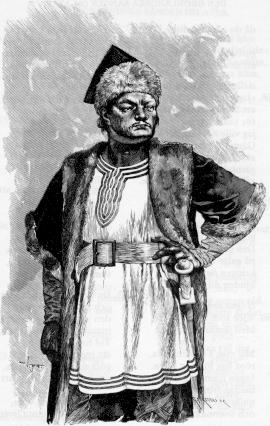
Illustration d'« Atli » (Attila) dans lEdda poétique (édition de 1893).

Attila n'a pas laissé une image aussi négative dans les territoires non romains. La Chanson de Walther, chanson de geste en hexamètres latins, attribuée au moine Ekkehard Ier de Saint-Gall, vers 930, dépeint Attila comme un roi puissant et généreux. La Chanson des Nibelungen, Nibelungenlied en allemand, une épopée médiévale allemande composée au XIIIe siècle, le présente, sous le nom d'Etzel, sous un jour positif malgré son paganisme.
Dans les sagas islandaises écrites au XIIe siècle, Attila et les Huns sont mis en scène dans des guerres épiques les opposant aux Burgondes, aux Goths ou aux Danois comme dans la Brevis historia regum Dacie de Saxo Grammaticus. Dans l'Edda poétique, un recueil de chants scandinaves, les racines des plus anciens remontant au Ve siècle, le personnage du roi Atli est « issu de l'Attila historique ». Les poèmes de l'Edda qui le mettent en scène sont Atlamál (Les Dits groenlandais d'Atli), Guðrúnarkviða II (Le Second chant de Gudrún), Sigurðarkviða hin skamma (Le Chant bref de Sigurd), Guðrúnarhvöt (L'exhortation de Gudrún), Atlakviða (Le Chant d'Atli). Ces chants sont repris en prose au XIIIe siècle par Snorri Sturluson, le plus grand écrivain scandinave médiéval.
Dans ces légendes, Attila est le frère de Brynhildr ou Sigrdrífa, la première épouse de Sigurd. Après la mort de celui-ci, il épouse Gudrún (Kriemhild dans le domaine germanique). Par la ruse, il attire chez lui ses beaux-frères Gunnar et Högni dont il tente en vain d'obtenir le secret de l'emplacement de l'or du Rhin, puis les fait mettre à mort. Gudrún se venge en faisant périr Attila, selon une version, dans l'incendie de son palais ; selon une autre, par le poison, après lui avoir fait manger le cœur de leurs fils.
Le personnage de Gudrún, sœur du roi des Burgondes, serait issu de l'Ildico historique : la mort tragique d'Attila, les soupçons d'assassinat et d'implication de sa jeune épouse auraient donné naissance à une tradition littéraire dans laquelle le motif de la vengeance féminine tient une place majeure.
Dans l'ensemble de ces mythes, Attila est représenté de façon assez « sympathique », il est tolérant, loyal, généreux et chevaleresque. Ses démêlés tragiques sont dus à sa naïveté et à ses difficultés à comprendre les autres peuples.

#### Roi mythique hongrois

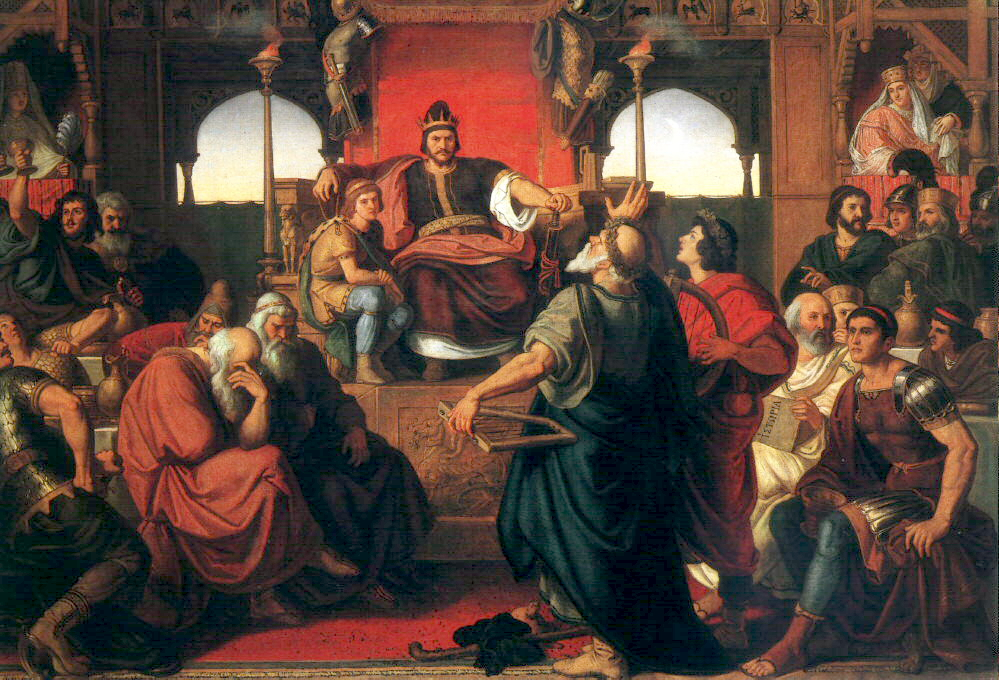
Fête d'Attila, huile sur toile, par le peintre hongrois Mór Than (1870).

Lorsqu'au Xe siècle les Hongrois, nomades venus de l'Est, s'installent dans les Carpates et commencent à mener des razzias en Europe, les chrétiens les identifient immédiatement aux Huns. Quand ils se convertissent et commencent à écrire leur propre histoire, ils adoptent cette idée, revendiquent la filiation avec Attila et le transforment en héros positif. Il devient ainsi l'ancêtre de la dynastie Árpád dans la Gesta Hungarorum rédigée vers 1210.
Dans ces mythes fondateurs, Attila est glorifié, ses vertus morales et guerrières exaltées. À la Renaissance, la Chronica Hungarorum utilise encore la figure du roi des Huns pour accroître le prestige et la légitimité de la monarchie hongroise alors à son apogée, Matthias Ier de Hongrie est célébré comme un « second Attila ». L'origine hunnique des Hongrois et la figure d'Attila est encore un thème récurrent de la littérature hongroise du XVIe au XIXe siècle. En 1857, le compositeur et pianiste virtuose Franz Liszt compose un poème symphonique sur la bataille des champs Catalauniques. Le développement du nationalisme hongrois garde Attila comme une référence majeure de l'identité nationale, la disparition de son brillant empire est mise en parallèle avec le destin des Hongrois sous domination autrichienne et ottomane. Au XIXe siècle, l'historienne Edina Bozoky recense une vingtaine de drames, neufs poèmes et trois romans hongrois utilisant Attila, notamment deux œuvres de grands auteurs que sont l'écrivain Mór Jókai et le poète János Arany. Plus de quinze œuvres à ce sujet sont encore écrites au XXe siècle. Le prénom Attila reste populaire tout au long du siècle comme en témoignent Attila József, Attila Csihar, Attila Zsivóczky ou Attila Horváth.
Le mythe d'Attila est aussi très utilisé dans la politique hongroise, particulièrement par l'extrême droite dans les années 1930. Certains développent un néopaganisme prétendant retourner aux sources hunniques et construisent une tour à la mémoire d'Attila, d'Árpád et de Koppány. Ces groupes connaissent une résurgence avec la Troisième République hongroise : une « Sainte Église des Huns » est fondée en 1997 et une « Alliance hunnique » en 2002. En 2010, une statue équestre d'Attila est inaugurée à Budapest par le ministre de la Défense Csaba Hende. À cette occasion, des arbres sont plantés aux frontières historiques de la Hongrie, officiellement pour qu'ils prennent racine auprès d'Attila.

#### Symbole politique

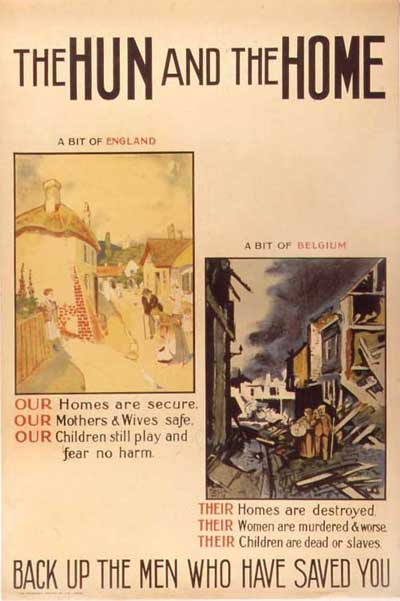
Affiche de propagande britannique en 1917.

Bien qu'au siècle précédent Voltaire et Montesquieu aient dépeint un Attila contrasté et pourvu de grandes qualités, au XIXe siècle Attila devient une métaphore du tyran et les Huns des ennemis barbares et brutaux. Benjamin Constant en 1815 et Victor Hugo en 1824 comparent Napoléon à Attila. Les Français et dans une moindre mesure les Anglais et les Américains comparent les Allemands aux Huns. Victor Hugo recommence en 1871 : cette fois, c'est  Guillaume Ier qu'il compare à Attila. Lors de la Première Guerre mondiale, Guillaume II est encore comparé à Attila, la bataille de la Marne devenant une répétition des Champs Catalauniques. En 1914, Rudyard Kipling lance un appel à la guerre contre les Huns. Les affiches canadiennes et américaines comparent la destruction de la Belgique par l'Allemagne aux ravages d'Attila ; la propagande proclame « Beat the Hun », que l'on peut traduire par « Écrasons le Hun ».
Les formules lapidaires concernant Attila, élaborées par l'historiographie romantique, sont propagées en France par 
l'école (laïque aussi bien que confessionnelle) dès la seconde moitié du XIXe siècle. On voit ainsi le roi hun qui, sur sa  monture favorite Balamer, guidée par le vent, parvient jusqu'à l'épée de Tengri et s'écrie alors :  « Là où passe mon cheval, l'herbe ne repousse pas ! ». Cette phrase a longtemps été un lieu commun de l'enseignement primaire en France,. L'inventeur n'en est autre que Chateaubriand, dans un discours prononcé en 1826 : « L'herbe ne croît plus, dira-t-il, partout où le cheval d'Attila a passé ». Remployée deux fois par Chateaubriand lui-même, qui fabriquait ainsi des formules historiques pour son propre usage, cette forte sentence orne encore les Mémoires d'outre-tombe, où elle est appliquée à Napoléon. La première phrase de Chateaubriand fut répétée sept ans plus tard, presque mot pour mot, par Hippolyte Roux-Ferrand dans son Histoire des progrès de la civilisation en Europe, et sans doute reproduite ensuite par bien d'autres, avant d'entrer dans les manuels scolaires, au plus tard en 1853. Comme l'observe Anne-Sophie Morel, les Mémoires de Chateaubriand « superposent au récit des campagnes napoléoniennes les souvenirs des invasions barbares », et servent au Vicomte à condamner les guerres de Napoléon, jugées aussi destructrices que les sanglantes expéditions d'Attila. Le Grand dictionnaire universel du XIXe siècle de Pierre Larousse canonise l'invention de Chateaubriand en lui conférant le statut d'un mot historique qui va de soi et mérite de figurer en bonne place dans une définition : « Croître : (...) Naître et se développer : Le bouleau ne croît que dans les pays froids. Le blé croît presque partout. L'herbe ne croît plus où son cheval a passé (Attila). ». 
Paradoxalement, les Allemands reprennent parfois à leur compte la métaphore. Lors de la révolte des Boxers, Guillaume II galvanise ses troupes en les incitant à suivre le modèle d'Attila, il déclare : « Pas de pitié ! Pas de prisonniers ! Il y a mille ans les Huns du roi Attila se sont fait un nom qui retentit formidablement aujourd'hui encore dans les mémoires et les contes ; que le nom des Allemands acquière en Chine la même réputation, pour que plus jamais un Chinois n'ose regarder un Allemand de travers ». À la façon des Hongrois, au XXe siècle, les nationalistes et les touranistes turcs récupèrent également la figure d'Attila, libérateur des nations opprimées par les rois étrangers et la religion, précurseur de la Turquie moderne et laïque.
Plus récemment, en 2011, le général serbe Ratko Mladić est surnommé Attila aussi bien dans son propre pays qu'à l'étranger. Des pamphlétaires utilisent encore la figure négative d'Attila, comme Sandy Franks et Sara Nunnally qui le comparent avec Wall Street.

### Dans les arts
À une moindre échelle qu'en Hongrie, le roi des Huns est resté populaire dans le reste de l'Europe, sa figure ayant sans cesse intéressé les artistes. Pour l'historienne Edina Bozoky, la richesse et la variété des œuvres sur Attila sont exceptionnelles dans l'histoire littéraire : « chaque pays, chaque époque se fabrique un Attila à son image ».

#### Sculpture, vitraux, peintures et gravures

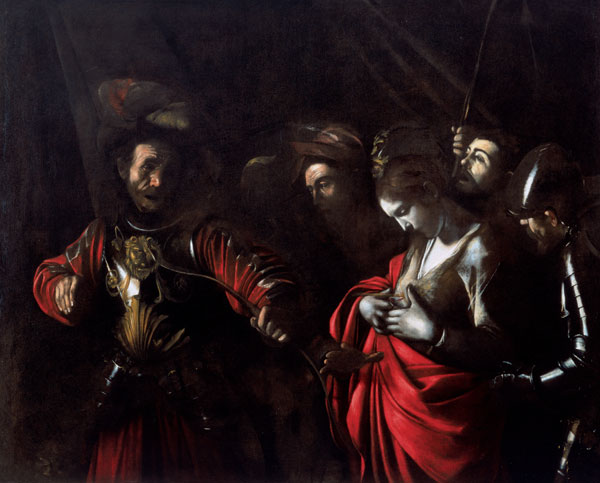
Le Martyre de sainte Ursule, huile sur toile du Caravage (1610).

L'art chrétien a beaucoup représenté Attila : enluminures des ouvrages hagiographiques comme celles de La Légende dorée de Jacques de Voragine, statues, retables et vitraux des églises. Attila y est souvent un personnage secondaire visant à valoriser les saints, comme Alpin, Loup, Geneviève, Ursule et les vierges de Cologne. L'un des tableaux les plus renommés est Le Martyre de sainte Ursule peint par Le Caravage en 1610. Attila y est représenté avec un air sombre et un arc à la main tandis qu'une flèche transperce la poitrine de la martyre. Les peintres, sculpteurs et graveurs hongrois de la Renaissance et de l'âge baroque en réalisent des portraits en majesté dans l'art officiel.

#### Théâtre
Attila est une des dernières tragédies de Corneille, en 1667. Il s'agit d'un drame amoureux dans lequel Attila doit choisir entre Honorie l'impératrice et Ildione la sœur du roi de France. Corneille considère que c'est sa meilleure pièce de théâtre, mais elle ne remportera pas un grand succès. Nicolas Boileau voit dans  Attila la preuve du déclin du génie cornélien, et exprime sa consternation en 1667 dans une épigramme célèbre : « Après l' Agésilas,  / hélas ! / Mais après l' Attila, / holà ! ». En montrant un Attila rongé par ses ambitions de conquêtes glorieuses et aux prises avec des amours tumultueuses, Corneille parle de la France du jeune et ambitieux Louis XIV des années 1660.

#### Musique et opéra
Attila est très utilisé dans l'opéra. Dès 1672, Pietro Andrea Ziani compose un Attila sur un livret de Matteo Noris. En 1807 à Hambourg, en 1818 à Palerme, en 1827 à Parme et en 1845 à Venise, des opéras intitulés Attila sont représentés avec des succès divers. Le plus connu reste celui de Giuseppe Verdi en 1846. Zacharias Werner, écrivain autrichien, écrit Attila, König der Hunnen (Attila, roi des Huns) sur les dernières années de sa vie et la fait publier en 1807. Il met en scène la campagne d'Italie et le pillage d'Aquilée. Attila y est clairement une métaphore de Napoléon. Celui-ci n'est pas dupe et ordonne de détruire toutes les copies de l'ouvrage en 1810. Cette œuvre est à l'origine, en 1846, de l'opéra de Verdi Attila, sur un livret de Temistocle Solera.
Aux XXe et XXIe siècles, Henri Salvador écrit et chante un humoristique Attila est là en 1967, en 2009 Danton Eeprom donne ce nom un à titre de musique électronique dans son premier album Yes is More. Le poète et député hongrois Sándor Lezsák écrit un opéra-rock Attila, az Isten kardja mis en scène et joué par Levente Szörényi en 1993.
En 2002, Olivier Boreau compose une pièce pour orchestre d'harmonie sous le titre éponyme Attila.
Attila est également le nom utilisé par un groupe de deathcore américain originaire d'Atlanta et formé par Chris Fronzak en 2005.
Plus récemment, le nom Attila est parfois employé dans des morceaux de rap. Booba, en plus de l'évoquer dans plusieurs de ses morceaux, a nommé une de ses chansons d'après lui.
Le groupe Attila Jazz Quintet a été créé par Pierre Levy, musicien, écrivain et producteur de radio. Il s'est produit pendant huit ans, et a continué sous le nom Pierre Levy Quintet pendant dix années à jouer un jazz inspiré par le jazz des années 50/60, surtout par Charles Mingus, Horace silver et Thelonious Monk.

#### Littérature
La littérature russe et soviétique de la première moitié du XXe siècle, dans l'élan du « scythisme », qui célèbre les racines asiatiques de la Russie, s'empare de la figure d'Attila. Valéri Brioussov lui consacre un poème en 1921 où Attila personnifie la crainte de la destruction et l'espoir du renouveau. Ievgueni Zamiatine écrit le roman historique Le Fléau de Dieu sur la jeunesse d'Attila. De nombreux autres écrivains de pays différents lui ont aussi consacré un roman historique comme l'Allemand Felix Dahn dans ses Romans historiques de la Grande Migration publiés entre 1882 et 1901, le Canadien Thomas Costain en 1959, ou encore l'auteur américain de thrillers historiques William Dietrich avec Le Fléau de Dieu en 2005. Si Attila est représenté en Barbare, il sert aussi à critiquer un monde romain décadent, mou et dépravé.
Attila figure parmi les cinq personnages principaux du roman surréaliste de Pierre Levy RAGA EN CHAT BEMOL paru chez Kirographaires en 2012. Une partie du roman se situe à Budapest où se trouve le palais du Roi-Président Hunno-Hongrois, ainsi présenté dans le roman.

#### Cinéma et télévision
Le premier film mettant en scène Attila est un film muet italien en 1918. En 1924, dans le film allemand Les Nibelungen de Fritz Lang, Rudolf Klein-Rogge joue le roi Attila. Les films américains Le Signe du païen de Douglas Sirk et italien Attila, fléau de Dieu de Pietro Francisci sortis tous deux en 1954 conservent cette image. À l'inverse, le téléfilm Attila le Hun de Dick Lowry en 2001, dépeint un Attila, incarné par Gerard Butler, beaucoup plus positif et séduisant. Débutée en 2005, la série télévisée Kaamelott d'Alexandre Astier met également en scène Attila dans quelques épisodes (interprété par Lan Truong), en en faisant cette fois une interprétation humoristique. Attila apparaît également en 2008, dans un épisode de la série de la BBC, Heroes and Villains (en), il est interprété par Rory McCann. Il apparaît également dans le film La Nuit au musée sorti en 2006 où il est interprété par Patrick Gallagher.

#### Bande dessinée
Attila est le personnage central du huitième épisode de la saga des Timour dessinée par Sirius dans le journal Spirou, Le Fléau de Dieu (1958), repris en album en 1960 sous le titre Timour contre Attila. Le chef hun n'y est pas présenté comme une brute ou un barbare : au fil de l'histoire, une estime réciproque naît entre les deux hommes. La bande dessinée historique de Jean-Yves Mitton et Franck Bonnet Attila mon amour sort en six volumes de 1999 à 2003. 
Dans Requiem, chevalier vampire de Pat Mills et Olivier Ledroit, Attila apparaît, réincarné en enfer en tant que vampire, personnification de l'antéchrist et amiral de la flotte de Dracula. 
Sur un ton humoristique, Manu Larcenet et Daniel Casanave transforment le conquérant en dépressif dans Une aventure rocambolesque d'Attila le Hun - le Fléau de Dieu, publié en 2006. Le Fléau des dieux de Valérie Mangin et Aleksa Gajić transpose le combat entre Attila et Ætius en space opera. 
En 2019, les éditions Glénat et les Éditions du Cerf publient Léon le grand, défier Attila (scénario de France Richemond, dessin de Stefano Carloni, couleurs de Luca Merli) dans lequel on découvre comment le pape Léon le Grand aurait dissuadé Attila et sa horde de piller Rome en 452. Dab's a également créé Le Club des Huns, une bande dessinée humoristique centrée sur Attila, lequel, pour retrouver sa gloire passée, décide d'envahir la Gaule avec ses guerriers.

#### Jeux vidéo
- Dans Age of Empires II : The Conquerors, une campagne retrace toutes les grandes conquêtes d'Attila, de son accession au trône jusqu'à la chute de l'Empire romain d'Occident.
- Dans Total War: Attila, le chef des Huns est le protagoniste du jeu.
- Attila est un leader jouable dans Civilization V de Sid Meier.
- Dans Fate/Grand Order, Altera est une représentation de Attila le Hun.

#### Hommage
- (1489) Attila, astéroïde.

### Dans les mathématiques

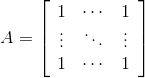
Matrice Attila ou matrice des uns.

On désigne parfois par « matrice Attila » la matrice de Mn(K) dont tous les coefficients sont des « 1 », du fait de son appellation « la matrice des uns ». Cette notation récente n'est pas universelle et conduit parfois à des erreurs avec des étudiants qui n'ont pas compris l'allusion sous-jacente[réf. nécessaire].